# Gustav Lüderitz
Carl Friedrich Gustav Lüderitz (* 15. Dezember 1803 in Berlin; † 13. Februar 1884 in Berlin) war ein deutscher Kupferstecher und Lithograph.

## Leben
Lüderitz war der Sohn des Posamentiers und späteren Verlagsbuchhändlers Carl Gottfried Lüderitz und der Louise Ernst. Er kam in der Sophienkirchgasse 21 in der Spandauer Vorstadt, der heutigen Sophienstraße, zur Welt und wurde am 26. Dezember 1803 in der nahen Sophienkirche getauft. Lüderitz studierte 1819 an der Preußischen Akademie der Künste in Berlin. 1823 war er Schüler im Atelier des Malers und Graphikers Ludwig Buchhorn in Berlin. In den Jahren 1827–1832 hielt er sich in Paris auf. Dort war er Schüler bei Théodore Richomme und François Forster. Ab 1829 studierte er an der École des Beaux-Arts. 1832 reiste er nach London, von wo er im gleichen Jahr nach Berlin zurückkehrte. 1839 erfolgte die Ernennung zum ordentlichen Mitglied der Preußischen Akademie der Künste in Berlin, 1846 die Ernennung zum Professor. Ab 1853 war er Lehrer für Schabkunst an der Preußischen Akademie der Künste in Berlin und 1855–1876 unter dem Namen „Chodowiecki“ Mitglied des Literaturvereins Tunnel über der Spree, dem auch Theodor Fontane und Adolph Menzel angehörten.
1878 heiratete er mit 74 Jahren Dorothea Sofie Emilie Heinrich. Als er 1884 starb, wurde er auf dem alten Sophienkirchhof begraben.

## Werke
- Christuskopf nach Correggio, 1828, Kupferstich (Probedruck), Verbleib unbekannt
- Ein Deckengemälde, die Regententugenden vorstellend nach Wilhelm Wach, Verbleib unbekannt (BAA 1828, Nr. 318)
- Jagdszene nach Franz Krüger, o. J., Kupferstich, 31 × 44 cm, Inv. Nr. W GAL 11/17 189–122, Berlin, Stiftung Preußischer Kulturbesitz, Kupferstichkabinett (BAA 1828, Nr. 319)
- Die Erziehung Jupiters nach August Ferdinand Hopfgarten, Kupferstich, Verbleib unbekannt (ebd., Nr. 320)
- Das trauernde Königspaar, 1838, Kupferstich nach Carl Friedrich Lessing